# Зимбабвийско-мексиканские отношения
Зимбабвийско-мексиканские отношения — двусторонние дипломатические отношения между Зимбабве и Мексикой. Государства являются членами «Группы 15» и Организации Объединённых Наций.

## История
В 1965 году Родезия (современное Зимбабве) получила независимость от Великобритании. Мексика отказалась признать или установить дипломатические отношения с Родезией из-за политической системы, подобной апартеиду. В конце войны в Южной Родезии Родезия сменила название на Зимбабве в 1980 году. Мексика и Зимбабве установили дипломатические отношения в марте 1985 года. В 1990 году Мексика открыла постоянное посольство в Хараре, которое было закрыто в 1994 году. Мексиканское посольство в Претории представляет интересы страны и в Зимбабве.
В сентябре 1986 года министр иностранных дел Мексики Бернардо Сепульведа Амор посетил конференцию Движения неприсоединения, проходившую в Хараре. В ноябре 1991 года президент Мексики Карлос Салинас и премьер-министр Зимбабве Роберт Мугабе встретились в Каракасе (Венесуэла), во время саммита «Группы 15». В 1998 году во время инаугурации президента ЮАР Табо Мбеки министр иностранных дел Мексики Росарио Грин встретился с президентом Робертом Мугабе. В мае 2017 года президент Роберт Мугабе посетил Канкун для участия в конференции Организации Объединённых Наций по снижению риска бедствий вместе с министром иностранных дел Симбараше Мумбенгегви и министром по защите окружающей среды Оппой Мучингури.
В мае 2013 года заместитель министра экономики Мексики Франсиско де Розенцвейг посетил Зимбабве вместе с послом Мексики в Эфиопии Хуаном Альфредо Мирандой Ортисом, с целью поддержать кандидатуру доктора Эрминио Бланко Мендосы на должность Генерального директора Всемирной торговой организации. С 2008 года правительство Мексики ежегодно предлагает стипендии для граждан Зимбабве с целью обучения в аспирантуре высших учебных заведений.

## Торговля
В 2018 году объём товарооборота между государствами составил сумму 1,4 миллиона долларов США. Экспорт Мексики в Зимбабве: колесные тракторы; карты, оснащенные электронными интегрированными чипами; блоки управления и адаптеры; белая кукуруза; цинковые минералы. Экспорт Зимбабве в Мексику: вермикулит; перлит и хлориты; термопластичные материалы для сварки; скульптурные материалы.

## Дипломатические представительства
- Интересы Зимбабве в Мексике представлены через посольство в Вашингтоне (Соединённые Штаты Америки)[10].
- Мексика представляет свои интересы в Зимбабве через посольство в Претории (Южно-Африканская Республика)[11].